# Phospho-Energon

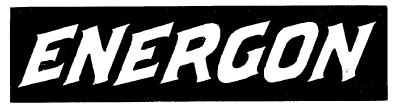
Logotyp för Energon använd i annons från 1913.

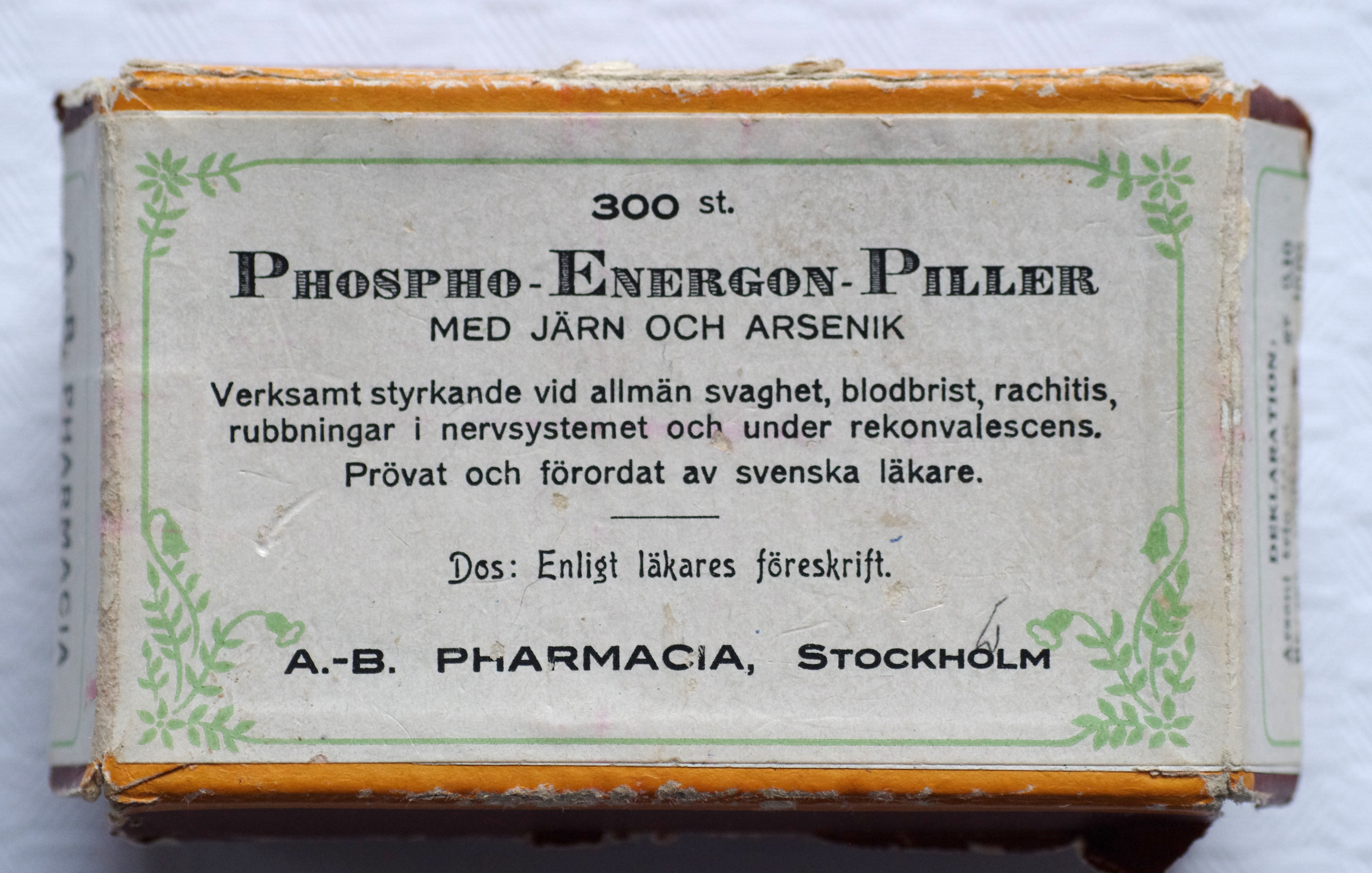
Ask med phospho-energon-piller.

Phospho-Energon, ibland betecknat enbart Energon, var en svensk "mirakelmedicin" som tillverkades av Pharmacia i början av 1900-talet. Phospho-Energon uppfanns av den belgiska ingenjören C.M. de Kunwald.
Efter att Pharmacia grundades 1911, blev Phospho-Energon en av bolagets första produkter och var under lång följd av år dess mest lönsamma produkt. Vinsterna från försäljningen uppges ha möjliggjort för företaget att senare satsa på originalläkemedel baserade på forskning. Phospho-Energon marknadsfördes som ett nervnäringsmedel och en universalmedicin mot trötthet och neurasteni. Medlet framställdes huvudsakligen av kalvhjärna, socker och mjölk, och såldes i pulver- och tablettform. I marknadsföringen framhölls också att preparatet rekommenderades av svenska läkare och att produktionen skedde under tillsyn av professor Karl Albert Vesterberg.
Phospho-Energon i den vanliga pillerformen avregistrerades som läkemedel i Sverige år 1936. Övriga varianter av Phospho-Energon, med arsenik, järn, både arsenik och järn, respektive kolaextrakt, avregistrerades 1943.